# Hesperocosa unica
Hesperocosa unica (Gertsch & Wallace, 1935) è un ragno appartenente alla famiglia Lycosidae.
È l'unica specie nota del genere Hesperocosa.

## Distribuzione
L'unica specie oggi nota di questo genere è stata rinvenuta negli USA.

## Tassonomia
Dal 1937 non sono stati esaminati altri esemplari, né sono state descritte sottospecie al 2017.

### Specie trasferite
- Hesperocosa gomerae (Strand, 1911); trasferita al genere Alopecosa Simon, 1885
- Hesperocosa kulczynskii (Bösenberg, 1895); trasferita al genere Alopecosa Simon, 1885
- Hesperocosa mutabilis (Kulczyński, 1908); trasferita al genere Alopecosa Simon, 1885